# Houston Oilers 1964
La stagione 1964 degli Houston Oilers è stata la quinta della storia della franchigia nell'American Football League. La squadra non riuscì a migliore il record di 6–8 della stagione precedente, vincendo solo quattro gare e non qualificandosi per i playoff per il secondo anno consecutivo. Fu anche l’ultima stagione al Jeppesen Stadium prima del trasferimento al Rice Stadium.

## Calendario
| Stagione regolare |                       |           |
| Turno             | Avversario            | Risultato |
| 1                 | at San Diego Chargers | S 27–21   |
| 2                 | Oakland Raiders       | V 42–28   |
| 3                 | at Denver Broncos     | V 38–17   |
| 4                 | at Kansas City Chiefs | S 28–7    |
| 5                 | Buffalo Bills         | S 48–17   |
| 6                 | at New York Jets      | S 24–21   |
| 7                 | San Diego Chargers    | S 20–17   |
| 8                 | at Buffalo Bills      | S 24–10   |
| 9                 | at Boston Patriots    | S 25–24   |
| 10                | at Oakland Raiders    | S 20–10   |
| 11                | Kansas City Chiefs    | S 28–19   |
| 12                | Boston Patriots       | S 34–17   |
| 13                | New York Jets         | V 33–17   |
| 14                | Denver Broncos        | V 34–15   |

## Classifiche
| AFL Eastern Division | AFL Eastern Division | AFL Eastern Division | AFL Eastern Division | AFL Eastern Division | AFL Eastern Division | AFL Eastern Division | AFL Eastern Division | AFL Eastern Division | AFL Eastern Division |
|                      | V                    | S                    | P                    | %                    | DIV                  | PF                   | PS                   | Str.                 |                      |
| -------------------- | -------------------- | -------------------- | -------------------- | -------------------- | -------------------- | -------------------- | -------------------- | -------------------- | -------------------- |
| Buffalo Bills        | 12                   | 2                    | 0                    | .857                 | 5–1                  | 400                  | 242                  | V2                   |                      |
| Boston Patriots      | 10                   | 3                    | 1                    | .769                 | 4–2                  | 365                  | 297                  | S1                   |                      |
| New York Jets        | 5                    | 8                    | 1                    | .385                 | 2–4                  | 278                  | 315                  | S3                   |                      |
| Houston Oilers       | 4                    | 10                   | 0                    | .286                 | 1–5                  | 310                  | 355                  | V2                   |                      |

Nota: I pareggi non venivano conteggiati ai fini della classifica fino al 1972.